# Colonia Benito Juárez, Alpatláhuac
Colonia Benito Juárez är en ort i Mexiko.   Den ligger i kommunen Alpatláhuac och delstaten Veracruz, i den sydöstra delen av landet, 210 km öster om huvudstaden Mexico City. Colonia Benito Juárez ligger 2 269 meter över havet och antalet invånare är 195.
Terrängen runt Colonia Benito Juárez är kuperad åt nordost, men åt sydväst är den bergig. Terrängen runt Colonia Benito Juárez sluttar österut. Runt Colonia Benito Juárez är det tätbefolkat, med 331 invånare per kvadratkilometer. Närmaste större samhälle är Huatusco de Chicuellar, 17,7 km öster om Colonia Benito Juárez. Omgivningarna runt Colonia Benito Juárez är en mosaik av jordbruksmark och naturlig växtlighet.